# فرانك ماكجيل
فرانك ماكجيل هو لاعب كرة قدم كندية وطيار كندي، ولد في 20 يونيو 1894 في مونتريال في كندا، وتوفي بنفس المكان في 28 يونيو 1980.